# Kogrundsrännan
Kogrundsrännan är en farled på svenskt territorialvatten, belägen sydväst om Klagshamn mellan Bredgrunden och Kogrund, vid södra inloppet till Öresund. Rännan är omkring fem meter djup.
Tyska krav om minering av Kogrundsrännan bifölls både i första (1916) och andra världskriget (maj 1940). Den senare minspärren avlöstes redan i juni av öresundsspärren i norra Öresund.
Via en ominerad genomfartsled gick det dock att passera Kogrundsrännan och svenska flottan lämnade bogserhjälp åt de segelfartyg som passerade rännan. 14 juli 1916 tillkännagjorde dock svenska regeringen att endast svenska fartyg i vissa kategorier skulle tillåtas passera rännan. Trippelententen inlämnade 30 augusti protester mot rännans stängning som ett brott mot neutraliteten då mineringarna fungerade som ett komplement till de tyska mineringarna i Öresund och stängde in franska och brittiska fartyg som befann sig i ryska hamnar. Sverige avvisade 9 september 1916 i en not Ententens protester.